# Chiesa di Sant'Antonio Abate (Borgo Chiese)
La chiesa di Sant'Antonio Abate è una chiesa cattolica situata a Quartinago, località del comune di Borgo Chiese in provincia di Trento; è sussidiaria della parrocchiale di San Martino di Cimego e fa parte dell'arcidiocesi di Trento.

## Storia

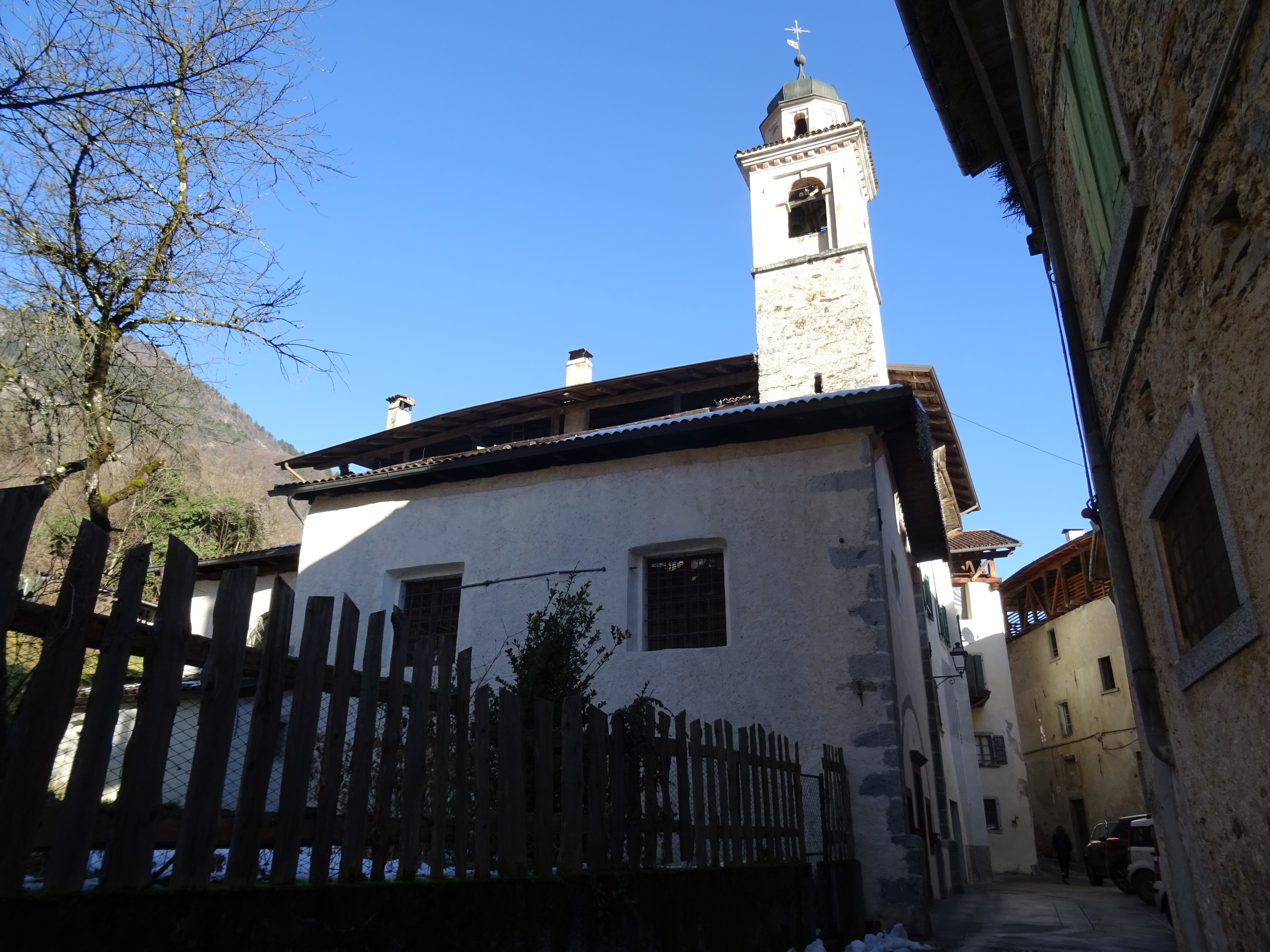
Vista laterale

La prima citazione documentale di questa chiesa risale al 1492; nel 1531 l'edificio venne ricostruito o sopraelevato (la data appare in cima alla facciata), e poco prima del 1671 venne edificata la sagrestia.
Da allora si registrano solo interventi minori o conservativi; tra il 1969 e il 1972 viene realizzato l'adeguamento liturgico con l'aggiunta di arredi lignei eterogenei; segue, nel 1974, un grosso restauro complessivo, ma già dal 1991 la chiesa viene chiusa al culto per problemi di sicurezza. Un secondo intervento ha luogo nel 2007-08. Il luogo di culto ha anche subito un'imprecisata profanazione nel 1866, venendo riconciliato lo stesso anno, e nel 1983 vennero rubate alcune sculture e decorazioni dall'altar maggiore. Tra il 1969 e il 1972 è stato realizzato l'adeguamento liturgico tramite arredi in legno eterogenei.
Due campane furono fuse nel 1716 e nel 1726; al tempo della prima guerra mondiale la chiesa aveva tre campane; la più grande venne spezzata, mentre le due più piccole vennero fortunosamente salvate dal curato che, con l'appoggio del comandante di gendarmeria, le nascose in un fosso per recuperarle a conflitto terminato; una nuova campana venne fusa nel 1961, in concomitanza con la sistemazione del campanile.

## Descrizione

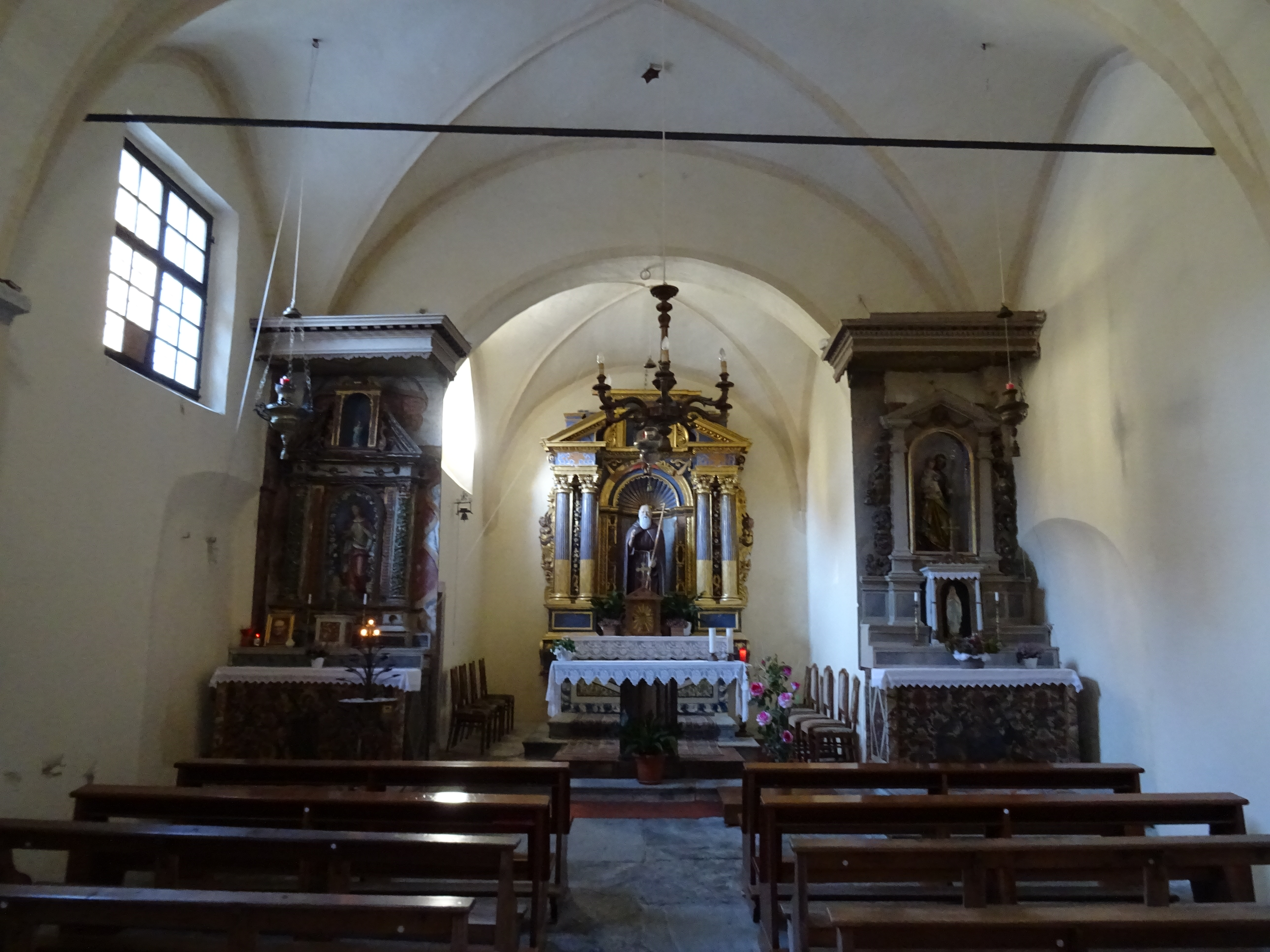
Interno

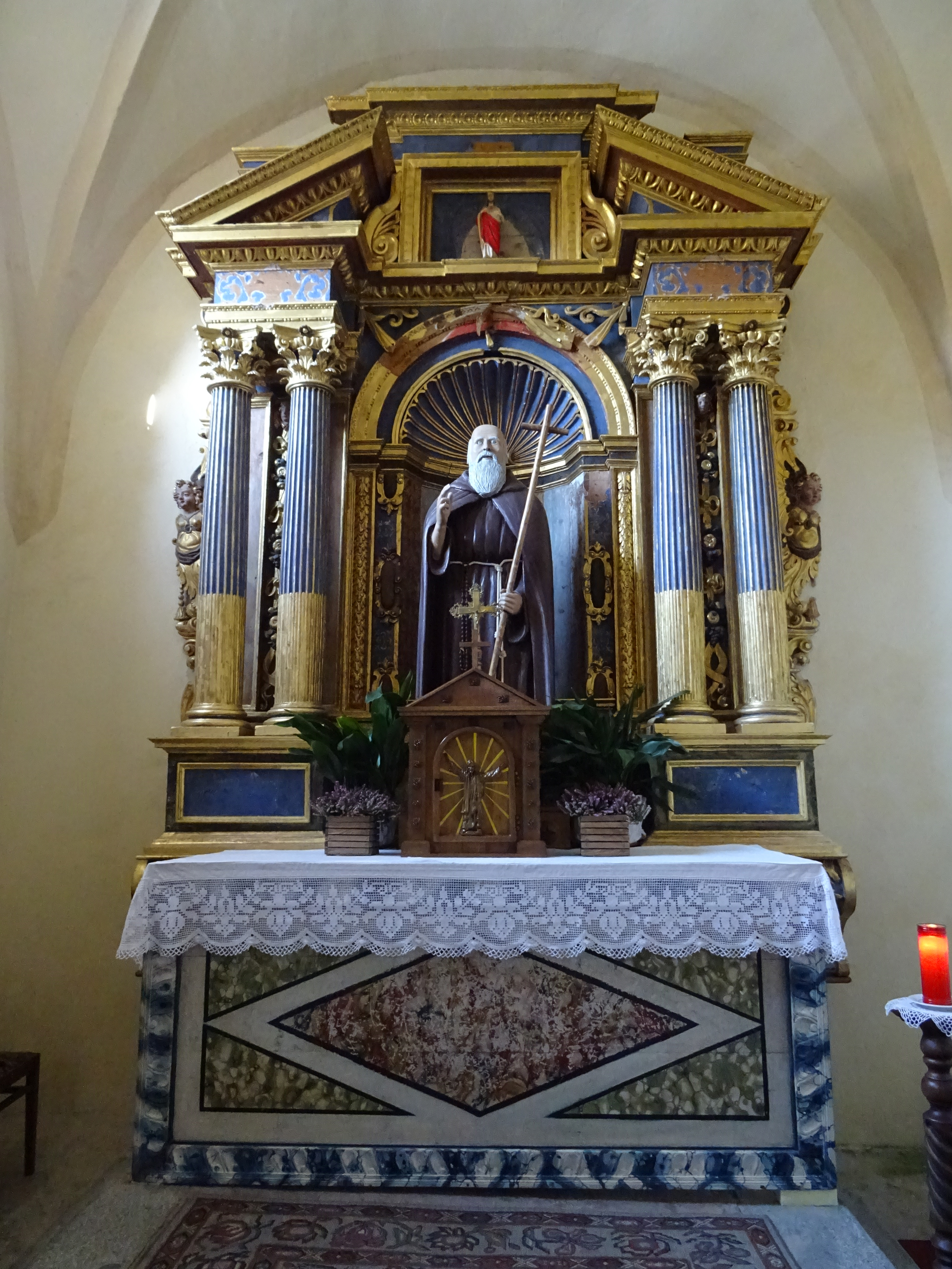
Altare maggiore

### Esterno
La chiesa, orientata verso nord-ovest, sorge nel centro storico di Quartinago, addossata con il suo fianco destro alle case. La facciata a capanna, riparata dalle falde sporgenti del tetto, è rinserrata tra due pilastri in granito e percorsa da un alto zoccolo: questo è interrotto al centro dal portale d'ingresso architravato e da due finestrelle quadrangolari, tutti profilati in granito e riquadrati in un'arcata ribassata. Più in alto, in asse col portale, si trova un'altra finestra dal profilo mistilineo; una banda rossa segue il profilo dell'attacco al cielo e, appena sotto alla punta, è riportata la data del 1531.
Il fianco sinistro della chiesa è semplice: due grandi finestre rettangolari illuminano la navata, e una a lunetta dà sul presbiterio; sotto ad essa emerge il volume della sagrestia.
Sul fianco destro, a livello della facciata, si innalza il campanile: è una torre a base quadrata, con fusto intonacato raso sasso e bucato da feritoie sul lato rivolto alla strada; la cella campanaria è aperta da quattro grandi monofore centinate ed è sormontata da un tiburio ottagonale con piccole monofore centinate, tamponate sui lati obliqui, e da una cupola a cipolla in lamiera.

### Interno
L'interno consiste di un'unica navata, pavimentata con lastre di pietra, suddivisa in due campate voltate a lunetta e rinforzate da tiranti metallici, intramezzate da un'arcata a pieno centro poggiante su pilastri. Sul lato destra della prima campata c'è una porta architravata e preceduta da tre gradini, che conduce al campanile; due nicchie poco profonde si aprono nella parte terminale della seconda campata.
L'arco santo introduce al presbiterio rettangolare, voltato a crociera e rialzato di un gradino, pavimentato in pietra con inserti in cemento e in cotto; sul lato sinistro c'è l'accesso alla sagrestia.  L'altare maggiore risale al 1648; sono presenti anche due altari laterali, appoggiati all'arco santo, nonché l'altare al popolo, posto al centro del presbiterio e realizzato reimpiegando un vecchio inginocchiatoio.